# Amphoe Nong Suea
Amphoe Nong Suea  (Thai: อำเภอ หนองเสือ, Aussprache: ʔāmpʰɤ̄ː nɔ̌ːŋ sɯ̌a) ist ein Landkreis (Amphoe – Verwaltungs-Distrikt) im östlichen Teil der Provinz Pathum Thani. Die Provinz liegt in der Zentralregion von Thailand direkt nördlich von Bangkok und ist ein Teil der Bangkok Metropolitan Region.

## Etymologie
Im Gebiet des heutigen Landkreises Nong Suea gab es früher einen Teich, der oft von wilden Tigern besucht wurde, die in den Bergen der Nachbarprovinzen Saraburi und Nakhon Nayok lebten. Daher nannten die Bewohner diese Gegend „Tiger-Teich“ (Nong Suea).

## Geographie
Benachbarte Distrikte (von Norden im Uhrzeigersinn): Amphoe Wang Noi der Provinz Ayutthaya, die Amphoe Nong Khae und Wihan Daeng der Provinz Saraburi, die Amphoe Ban Na und Ongkharak der Provinz Nakhon Nayok sowie die Amphoe Thanyaburi und Khlong Luang der Provinz Pathum Thani.

## Verwaltung

### Provinzverwaltung
Der Landkreis Nong Suea ist in sieben Tambon („Unterbezirke“ oder „Gemeinden“) eingeteilt, die sich weiter in 70 Muban („Dörfer“) unterteilen.
| Nr. | Name          | Thai      | Muban | Einw.  |
| --- | ------------- | --------- | ----- | ------ |
| 01. | Bueng Ba      | บึงบา      | 08    | 06.921 |
| 02. | Bueng Bon     | บึงบอน     | 0-    | 08.710 |
| 03. | Bueng Ka Sam  | บึงกาสาม   | 09    | 06.712 |
| 04. | Bueng Cham O  | บึงชำอ้อ    | 12    | 08.914 |
| 05. | Nong Sam Wang | หนองสามวัง | 13    | 10.361 |
| 06. | Sala Khru     | ศาลาครุ    | 10    | 05.121 |
| 07. | Noppharat     | นพรัตน์     | 08    | 04.579 |

Hinweis: Die Daten der Muban liegen zum Teil noch nicht vor.

### Lokalverwaltung
Es gibt eine Kommune mit „Kleinstadt“-Status (Thesaban Tambon) im Landkreis:
- Nong Suea (Thai: เทศบาลตำบลหนองเสือ) bestehend aus Teilen des Tambon Bueng Ba.

Außerdem gibt es sieben „Tambon-Verwaltungsorganisationen“ (องค์การบริหารส่วนตำบล – Tambon Administrative Organizations, TAO)
- Bueng Ba (Thai: องค์การบริหารส่วนตำบลบึงบา) bestehend aus Teilen des Tambon Bueng Ba.
- Bueng Bon (Thai: องค์การบริหารส่วนตำบลบึงบอน) bestehend aus dem kompletten Tambon Bueng Bon.
- Bueng Ka Sam (Thai: องค์การบริหารส่วนตำบลบึงกาสาม) bestehend aus dem kompletten Tambon Bueng Ka Sam.
- Bueng Cham O (Thai: องค์การบริหารส่วนตำบลบึงชำอ้อ) bestehend aus dem kompletten Tambon Bueng Cham O.
- Nong Sam Wang (Thai: องค์การบริหารส่วนตำบลหนองสามวัง) bestehend aus dem kompletten Tambon Nong Sam Wang.
- Sala Khru (Thai: องค์การบริหารส่วนตำบลศาลาครุ) bestehend aus dem kompletten Tambon Sala Khru.
- Noppharat (Thai: องค์การบริหารส่วนตำบลนพรัตน์) bestehend aus dem kompletten Tambon Noppharat.